# Winter van 1844-1845

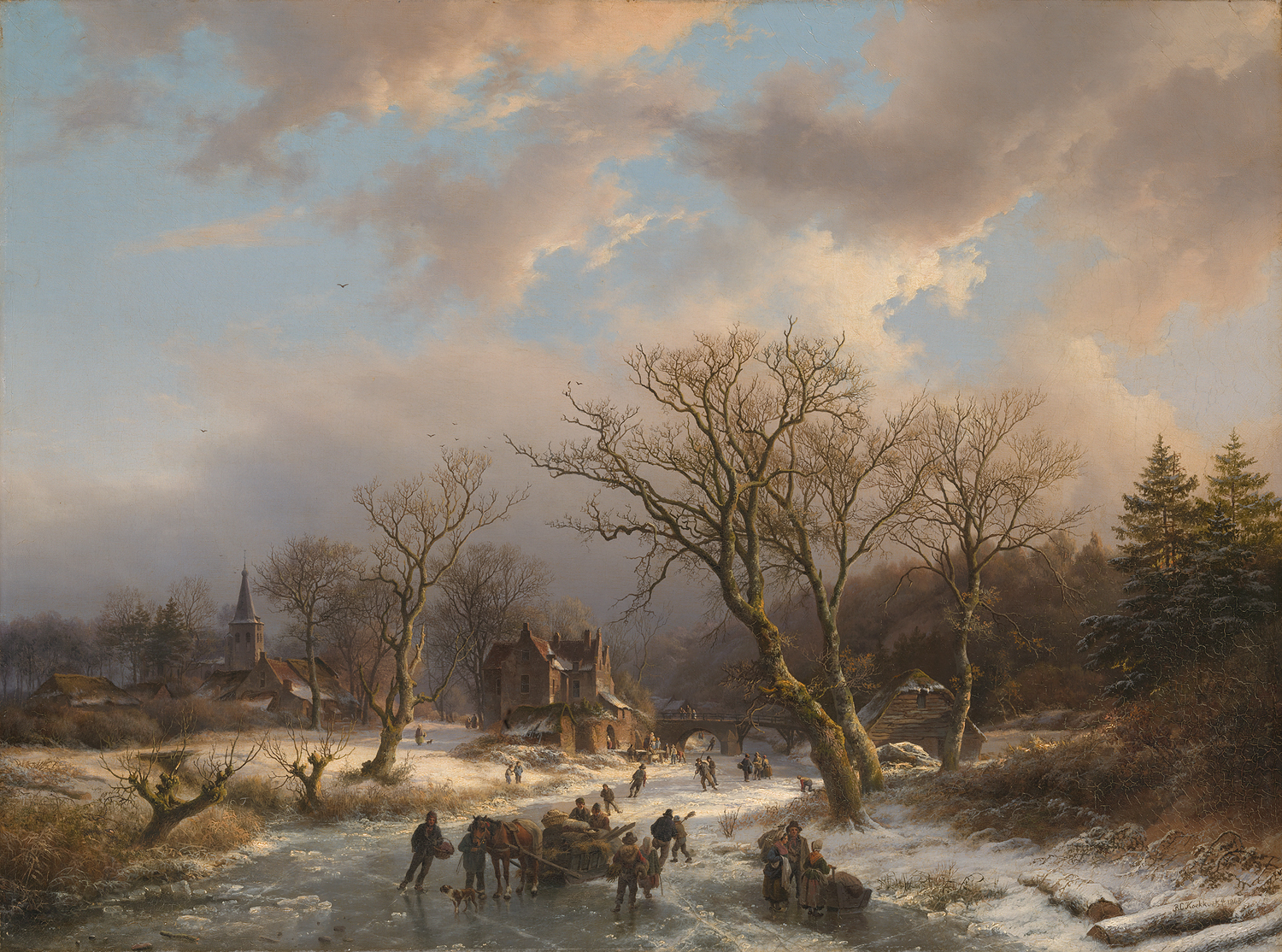
Winterlandschap uit 1845, geschilderd door Barend Cornelis Koekkoek

De winter van 1844-1845 was in Nederland en België een van de koudste winters van de negentiende eeuw. In Ukkel bedroeg de gemiddelde temperatuur over de drie wintermaanden december, januari en februari -1,4 °C, waarmee deze winter aldaar nog steeds de op één na koudste winter sinds het begin van de metingen in 1833 is. In Zwanenburg was de gemiddelde temperatuur met -1,8 °C zelfs nog iets lager. Zeer opmerkelijk is dan ook het feit, dat de gemiddelde temperatuur over de drie koudste maanden van het gehele winterseizoen er met -2,8 °C liefst een volle graad lager lag dan het gemiddelde over de winter zelf. Dit kwam door een zeer late koudegolf in maart 1845, die deze maand tot de met afstand koudste voorjaarsmaand sinds ten minste 1706 maakte, terwijl januari dat jaar geen zeer koude wintermaand was. Zwanenburg haalde deze winter een geschat hellmanngetal van 261,1, waarvan 90,6 in maart. In Utrecht behaalde deze winter een geschat hellmanngetal van 270,2, waarvan 103,2 in maart.

## Verloop
Na een vroeg begin van de winter bleef het in december 1844 vrijwel de gehele maand vriezen, met slechts een korte onderbreking rond 20 december. Tegen de jaarwisseling viel de dooi in. Met een gemiddelde temperatuur van -3,4 °C een van de koudste decembermaanden sinds het begin van de metingen in 1706. Januari 1845 was vervolgens een wat kwakkelige wintermaand. Vaak vroor het 's nachts wel, en een enkele keer ook overdag, bij een overwegend zuidoostelijke stroming, wat erop wijst, dat de kou ook toen nooit ver weg was. Met een gemiddelde temperatuur van 0,9 °C was het uiteindelijk een voor die tijd slechts iets te koude wintermaand. Begin februari keerde de kou terug bij overwegend noordoostelijke winden. Halverwege de maand volgde vanuit het noordwesten lichte dooi, waarna het echter al snel opnieuw koud werd, zij het nog niet extreem. Tegen het einde van de maand kwam het opnieuw tot lichte dooi. Wel was februari uiteindelijk toch een zeer koude maand, met een gemiddelde temperatuur van -2,8 °C.

## Maart 1845
Op 28 februari begon het hoogtepunt van de winter pas. Waarschijnlijk was door de eerdere kou de Oostzee nog altijd geheel dichtgevroren, waardoor een noordoostelijke wind nog heel gemakkelijk bijzonder koude lucht voor de tijd van het jaar kon aanvoeren. Tot 10 maart kwam in Zwanenburg de temperatuur niet boven het vriespunt uit. De eerste zes dagen van maart vroor het er zelfs overwegend matig (5 tot 10 graden). Nadat op 10 maart de vorst tijdelijk verdreven werd, viel deze op 11 maart alweer in. Hierna kwam het tot een verdere verscherping van de kou, toen een vermoedelijk omvangrijk gebied met uitzonderlijke hoogtekou West-Europa bereikte. 13, 14 en 15 maart waren zelfs de koudste dagen van de gehele winter, met etmaalgemiddelden beneden -10 °C, en dit alles bij een snijdende noordoostenwind. Overdag vroor het overwegend matig, 's nachts kwam het vermoedelijk op veel plekken tot zeer strenge vorst (beneden -15 °C), waarschijnlijk boven een dik sneeuwdek. Op 13 maart werd te Zwanenburg om 2 uur 's middags een, gezien de tijd van het jaar, bijna onvoorstelbaar lage temperatuur van -9,4 °C gemeten. In de daaropvolgende nacht daalde het kwik in Groningen tot -21 °C, een voor maart tot dan toe ongeziene waarde, die sindsdien waarschijnlijk alleen in 2005 nog is benaderd, toen op 4 maart te Marknesse -20,7 °C werd gemeten. In maart 1947 werd er nog zeer strenge vorst waargenomen, evenals in 1963 en 1971, maar de -20 werd niet bereikt.
Na 16 maart was de ergste kou voorbij, maar toch werd de winter nog niet meteen verdreven. Tot 22 maart vroor het 's nachts nog overwegend licht tot matig, en lagen de etmaalgemiddelden beneden het vriespunt. Omdat Pasen in 1845 al op 23 maart viel, wat extreem vroeg is, kon hierdoor een lang gekoesterde wens eindelijk in vervulling gaan: het eten van paaseieren op het ijs. Deze unieke gebeurtenis werd destijds dan ook vrij uitbundig gevierd, ook al was de dooi op dat moment al ingevallen. Door de koude eerste 22 dagen van maart, en het ontbreken van zacht weer daarna, kwam het maandgemiddelde uiteindelijk op -2,3 °C uit. Hiermee was het de met afstand koudste eerste voorjaarsmaand van de afgelopen 300 jaar.
1683-1684 · 1708-1709 · 1715-1716 · 1728-1729 · 1739-1740 · 1754-1755 · 1756-1757 · 1759-1760 · 1762-1763 · 1783-1784 · 1784-1785 · 1788-1789 · 1794-1795 · 1798-1799 · 1799-1800 · 1802-1803 · 1804-1805 · 1813-1814 · 1819-1820 · 1822-1823 · 1829-1830 · 1837-1838 · 1840-1841 · 1844-1845 · 1846-1847 · 1854-1855 · 1870-1871 · 1890-1891 · 1894-1895 · 1916-1917 · 1928-1929 · 1939-1940 · 1940-1941 · 1941-1942 · 1946-1947 · 1955-1956 · 1962-1963 · 1978-1979 · 1984-1985 · 1995-1996